# 2011年4月臺灣
| << | 2011年4月 （民國100年） | >> |    |    |    |    |
| \| 日 \| 一 \| 二 \| 三 \| 四 \| 五 \| 六 \| \| \| \| \| \| \| 1 \| 2 \| \| 3 \| 4 \| 5 \| 6 \| 7 \| 8 \| 9 \| \| 10 \| 11 \| 12 \| 13 \| 14 \| 15 \| 16 \| \| 17 \| 18 \| 19 \| 20 \| 21 \| 22 \| 23 \| \| 24 \| 25 \| 26 \| 27 \| 28 \| 29 \| 30 \| \| \| \| \| \| \| \| \| |                         |    |    |    |    |    |
| 臺灣新聞動態／維基新聞 |                         |    |    |    |    |    |
| 世界／中国大陆／臺灣 |                         |    |    |    |    |    |
| 日 | 一                      | 二 | 三 | 四 | 五 | 六 |
| |                         |    |    |    | 1  | 2  |
| 3 | 4                       | 5  | 6  | 7  | 8  | 9  |
| 10 | 11                      | 12 | 13 | 14 | 15 | 16 |
| 17 | 18                      | 19 | 20 | 21 | 22 | 23 |
| 24 | 25                      | 26 | 27 | 28 | 29 | 30 |
| |                         |    |    |    |    |    |

## 4月1日
- 教育部公布《中華民國教育報告書》，包含推動十二年國民基本教育等十項發展策略，和三十六個行動方案。並將從今年八月起，就讀公立幼稚園的5歲幼兒可免除學費，讀私立幼兒園可獲學費補助每學期一萬五千元。國語日報（页面存档备份，存于）

## 4月6日
- 盜賣公糧，雲林縣水林鄉宏益糧食工廠負責人判刑13年。中國時報（页面存档备份，存于）

## 4月8日
- 一年一度大甲鎮瀾宮媽祖遶境祈福活動於今晚（農曆3月6日）11時5分起駕，開始為期9天8夜的大甲媽祖遶境進香活動。NOWnews
- 山茼蒿驗出微量的放射性元素碘-131。行政院原子能委員會呼籲民眾切勿恐慌。中央廣播電臺

## 4月9日
- 第一届全球流行音乐金榜颁奖典礼在台湾台北市的小巨蛋举行，梁静茹和王力宏分别荣获年度最佳女歌手和年度最佳男歌手奖。中国网（页面存档备份，存于）中国广播网（页面存档备份，存于） 新浪娱乐（页面存档备份，存于）

## 4月12日
- 今天凌晨，移民署桃園專勤隊再度爆發外勞逃逸事件，15名越南籍、1名印尼籍男性外勞。NOWnews（页面存档备份，存于）
- 淡江高中禁止學生訂購校外食物，學生以學校的餐點又貴又難吃為由，集體至臉書連署抗議。nownews（页面存档备份，存于）
- 中華民國紅十字會處理代收的2011年日本東北地方太平洋近海地震捐款的方式引發爭議（扣住大部分的款項，以分期協助重建為理由，而不是在第一時間內交付所有捐款去救助災民），終使外交部對於其管轄下的海外賑災專戶，表示不一定透過紅十字轉交。NOWnews（页面存档备份，存于）

## 4月13日
- 為了預防勞工超時工作導致過勞死，台北市勞工局研議下修38種行業勞工的每月最高工時（含加班時數），從312小時調降至260小時。台中、台南和高雄勞工局則表示，希望勞委會能制定統一標準。nownews

## 4月14日
- 因應爆發署立醫院採購弊案，衛生署確定四月十八日起動員六十一人次的委員，分至北、中、南、東四區的廿八家醫院展開為期一個半月的署醫體檢，六月初公布體檢報告，作為署醫改革藍圖。聯合報自由時報台灣新生報Archive.today的存檔，存档日期2012-11-29

## 4月15日
- 備受各界關注、俗稱「奢侈稅」的《特種貨物及勞務稅條例》在立法院三讀通過，預計6月1日開始實施。自由時報１２
- 台啤以總冠軍賽4勝1負的成績擊敗達欣，奪得第八季超級籃球聯賽總冠軍，也是隊史第三座總冠軍。中央社自由時報

## 4月21日
- 特偵組偵辦首長特別費案，自2010年4月19日以來，共計簽結50件（查無不法事證13件、憑證銷毀23件、發交各地檢署12件、被告死亡1件，以及依現任總統的刑事豁免權而暫時簽結馬英九的特別費案1件），尚有144件仍在偵辦中。nownews

## 4月22日
- 新北市五股區晚間發生新興堂香鋪爆炸案，造成4人死亡、至少24人輕重傷。調查初步判斷為貨車卸貨過程不慎引爆店內爆竹。聯合新聞網NowNews自由時報
- 行政院主計處新聞稿發布指出，民國100年（2011年）三月份人力資源調查統計結果，三月失業率為4.48%，較上月下降0.21個百分點，較上年度三月份亦降1.19個百分點。三月就業率，較上月上升0.27個百分點，較上年度三月份亦增2.37個百分點。就業方向與上月比較，主要增加偏向在服務部門增加（0.30%）、工業部門增加（0.33%）、農業部門減少（0.58%）。但若與上一年度同月比較，服務部門增加（1.49%）、工業部門增加（4.57%）、農業部門減少（2.65%）。  行政院主計處新聞稿（页面存档备份，存于）

## 4月25日
- 台北國際花卉博覽會在今日晚間十時閉幕，結束為期171天的展期。yam天空新聞─中央社（页面存档备份，存于）

## 4月27日
- 國光石化上午宣布撤銷引發各界爭議不斷的彰化大城開發案，但表示仍會繼續在國內外尋找投資機會。蕃薯藤新聞─中央社１（页面存档备份，存于）２（页面存档备份，存于）３（页面存档备份，存于）自由時報
- 阿里山森林鐵路神木站附近路段在中午發生車輛翻覆意外，造成6人死亡、超過60人輕重傷，其中5名死者為中國籍旅客。維基新聞 - 蕃薯藤新聞─中央社１（页面存档备份，存于）２（页面存档备份，存于）３（页面存档备份，存于）４（页面存档备份，存于）５（页面存档备份，存于）自由時報
- 民進黨總統初選結果揭曉，由現任黨主席蔡英文勝出，將代表民進黨角逐下屆總統大選。自由時報蕃薯藤新聞─中央社１（页面存档备份，存于）２（页面存档备份，存于）３（页面存档备份，存于）４（页面存档备份，存于）